# IC 1796
IC 1796 ist eine elliptische Galaxie vom Hubble-Typ E/SB0 im Sternbild Phönix am Südsternhimmel. Sie ist rund 222 Millionen Lichtjahre von der Milchstraße entfernt und hat einen Durchmesser von etwa 75.000 Lj. 

Im selben Himmelsareal befindet sich u. a. die Galaxie NGC 893.
Das Objekt wurde im Jahr 1901 von DeLisle Stewart entdeckt.